# جائزة الكرة الذهبية 1981
جائزة الكرة الذهبية 1981، جائزة سنوية تُعطى لأفضل لاعب كرة القدم في العالم من طرف مجلة فرانس فوتبول الفرنسية، كما تقرره لجنة دولية من الصحفيين الرياضيين، وفاز بالجائزة في 1981 اللاعب الألماني الغربي كارل هاينز رومينيغه لاعب بايرن ميونخ.

## الترتيب
| الترتيب | اللاعب              | النادي      | الجنسية         | النقاط |
| ------- | ------------------- | ----------- | --------------- | ------ |
| 1       | كارل هاينز رومينيغه | بايرن ميونخ | ألمانيا الغربية | 106    |
| 2       | بول برايتنر         | بايرن ميونخ | ألمانيا الغربية | 64     |
| 3       | بيرند شوستر         | برشلونة     | ألمانيا الغربية | 39     |